# Humboldtstraße 14 (Weimar)

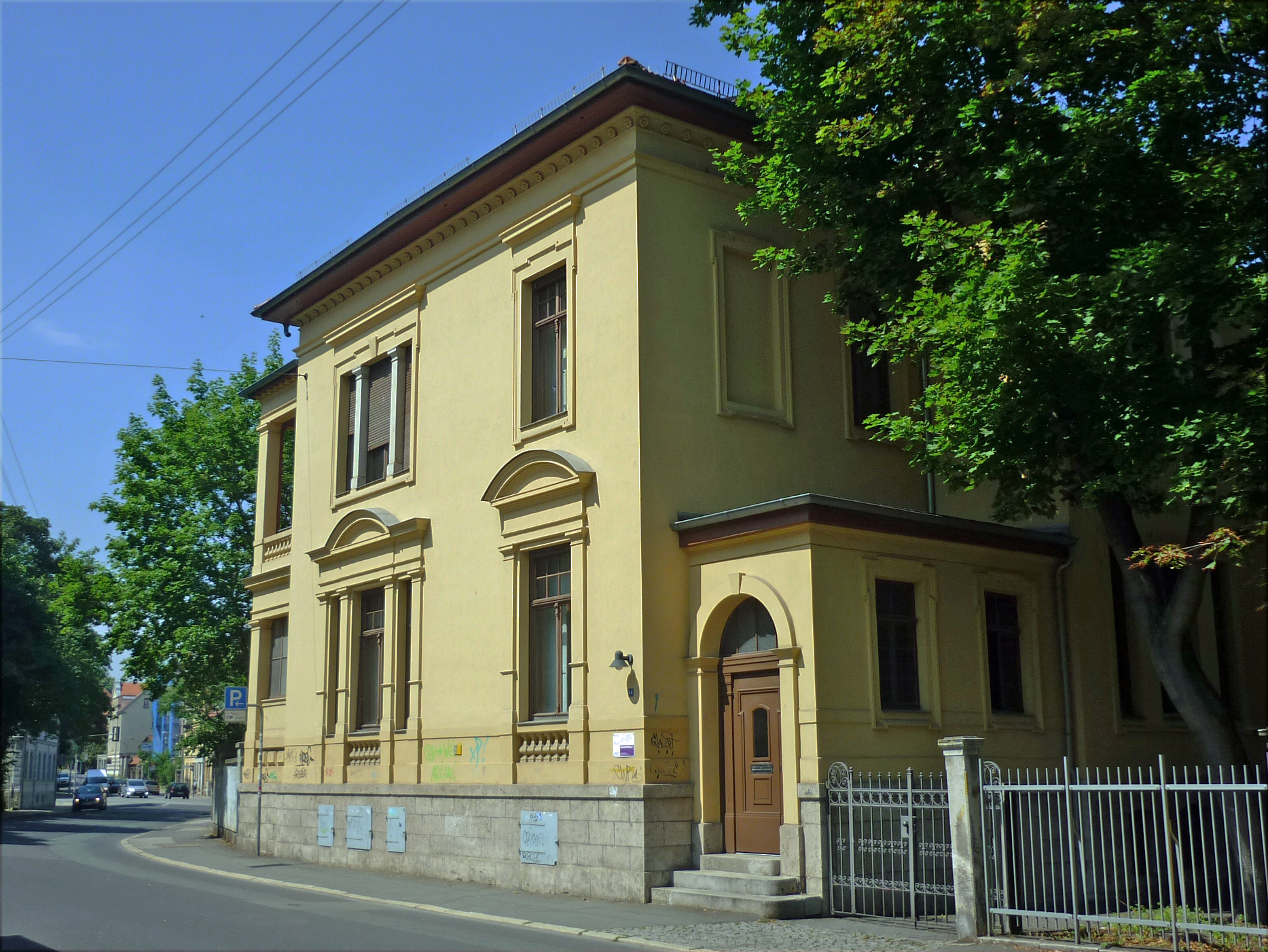
Humboldtstraße 14

Das Haus Humboldtstraße 14 ist eine Villa in Weimar. Es ist auch benannt als Haus Wette in der Liste der Kulturdenkmale in Weimar (Einzeldenkmale).
Das Haus in der Humboldtstraße wurde 1900 bezugsfertig. Es wurde entworfen von Otto Minkert. Die Bauausführung hatte der Bauunternehmer Gustav Kinne. Der historistische Bau mit integrierter Praxis wurde von dem Arzt Theodor Wette  (1864–1918) in Auftrag gegeben. Nicht nur äußerlich ist der in Stile der italienischen Neorenaissance auf einem hohen Travertinsockel errichtete Bau bemerkenswert, sondern auch das reich geschnitzte Geländer des Treppenhauses. Das Gebäude besitzt ein flaches Walmdach und sechzehn Zimmer. Das geräumige Haus wird in seinem rückwärtigen Teil durch ein als Risalit herausgehobenes Treppenhaus erschlossen.
Dieses Gebäude wird vom Sophien-Krankenhaus Weimar genutzt, dem der Arzt eng verbunden war.